# Cuniculus
Cuniculus es un género de roedores histricomorfos, el único de la familia Cuniculidae, propios de Sudamérica, que contiene a las dos especies conocidas vulgarmente como pacas. 
El nombre correcto del género ha sido motivo de debate durante años; finalmente, la Comisión Internacional de Nomenclatura Zoológica resolvió que Cuniculus tiene prioridad sobre Agouti y por ello es el nombre que debe usarse. No debe incluirse en este grupo a los animales comúnmente llamados agutíes, que pertenecen al género Dasyprocta.

## Especies
Se reconocen las siguientes:
- Cuniculus hernandezi[3]
- Cuniculus paca
- Cuniculus silvagarciae[4]
- Cuniculus taczanowskii